# Dreissig (Film)
Dreissig ist ein Filmdrama von Simona Kostova, das am 26. Januar 2019 beim International Film Festival Rotterdam seine Premiere feierte und am 23. Juli 2020 in die deutschen Kinos kam.

## Handlung
An einem Freitag im Oktober wird der Schriftsteller Övünç dreißig. Er und seine Freunde feiern. Die sechs sind Anfang dreißig, ledig und wohnen in Berlin-Neukölln. Övünç befindet sich in einer Schreibkrise.

## Produktion
Regie führte Simona Kostova, die auch das Drehbuch schrieb. Kostova studierte Regie an der Deutschen Film- und Fernsehakademie Berlin und ist Teil des Kollektivs „Demnächst auf Video“. Dreissig ist ihr erster Spielfilm. Im Pressematerial zum Film verwendet sie ein Zitat von Anton Tschechow: „Wo ist sie, wo ist sie hin, die Zeit, als ich fröhlich war, wach, als ich noch träumte, leuchtende Ideen hatte, als mir Gegenwart und Zukunft als Hoffnung erstrahlten? Warum werden wir, kaum haben wir angefangen zu leben, langweilig, grau, uninteressant, träge, nutzlos, unglücklich...“
Övünç Güvenisik spielt das Geburtstagskind Övünç, einen Schriftsteller mit Schreibblockade, Kara Schröder spielt Kara, Raha Emami Khansari die angehende Schauspielerin Raha und Pascal Houdus deren Exfreund Pascal. Henner Borchers spielt den verpeilten Henner, der Övünç mit Anja bekannt macht, die auch zur Party eingeladen wird und von Anja Langer gespielt wird.
Die Aufnahmen entstanden im Herbst 2015. Im Dezember 2018 wurde ein erster Trailer vorgestellt. Die Premiere erfolgte am 26. Januar 2019 beim International Film Festival Rotterdam. Ab 10. Februar 2019 wurde er bei den Internationalen Filmfestspielen Berlin in der Sektion Perspektive Deutsches Kino vorgestellt, ab 26. April 2019 im Rahmen des Crossing Europe Film Festivals. Im Juni 2019 erfolgte eine Vorstellung beim Edinburgh International Film Festival. Der Kinostart in Deutschland erfolgte am 23. Juli 2020.

## Rezeption

### Kritiken
Carolin Weidner von Spiegel Online erklärt, dass in Dreissig alle ihre wirklichen Namen behalten, lasse auf eine gewisse Identifikation schließen, vielleicht mit den Figuren, vor allem aber mit der dargestellten Zwischenphase: "Einer Phase, in der man nun auch schon ein bisschen angestrengt dabei aussehen mag, wenn man wild und ausgelassen durch Berlin mäandert." Dreißig umgebe in dieser Verkrampfung auch etwas Monströses, so Weidner weiter.
Jens Balkenborg von epd Film schreibt, Dreissig fange das Lebensgefühl an jener Schallmauer ein, die für viele den gefühlten Übergang von jung zu gesetzt markiert, der 30. Geburtstag. Einen Tag und eine Nacht hindurch folge der plotfreie Film den Grenzgängern: „dramaturgischer Müßiggang ist das erzählerische Prinzip.“ Das möge bisweilen anstrengen, vor allem später, wenn die Kakophonie des Nachtlebens das Treiben bestimmt und immer wieder laute Musik und Stimmgewusel alles überlagern, doch es sei eine kluge Strategie, mit der Simona Kostova sagt: „Schaut genau hin.“

### Auszeichnungen
Edinburgh International Film Festival 2019
- Nominierung für den Publikumspreis (Simona Kostova)